# Drugi punski rat
Drugi punski rat (proljeće 218. pr. Kr. - 201. pr. Kr.; također poznat pod nazivom Hannibalski rat ili Rat protiv Hannibala) bio je drugi od tri velika rata između Rima i Kartage te ujedno jedan od najvećih i najdestruktivnijih ratova antičke povijesti. U ratu su osim Rima i Kartage sudjelovala talijanska autonomna plemena i gradovi-države, grčki polisi i političke zajednice, Numidija te brojna iberska plemena. Borbe su se nešto više od 17 godina vodile duž cijelog Mediterana (današnja Španjolska, Italija, Sicilija i sjeverna Afrika), a broj poginulih vojnika i civila iznosi nekoliko stotina tisuća. Tijekom rata uništen je velik broj gradova, sela i poljoprivrednih zemljišta.
Casus belli bio je Hanibalovo osvajanje i uništavanje iberskog grada Saguntuma 219. pr. Kr koji je bio jedan od rimskih savezničkih gradova. Ovaj čin doveo je do objave rata s rimske strane koja se dogodila u proljeće 218. pr. Kr. Zbog jake rimske mornarice koja je kontrolirala more, Hanibal je preko Alpa umarširao u Apeninski poluotok te uz pomoć galskih plemena u nekoliko navrata Rimljanima zadao velike ljudske gubitke i uništio brojnu imovinu. Bitka kod Kane odnijela je živote oko 70 000 rimskih vojnika, a nakon zarobljeništva i smrti preko 130 000 vojnika Rim je Kartagi predao kontrolu nad većim dijelom zapadne Italije.
Protiv Hanibalove vojne strategije Rimljani su prihvatili tzv. Fabijanovu strategiju - izbjegavanje direktnog sukoba s Hanibalovom glavnom vojskom i fokus na uništavanje njegovih saveznika, odnosno ubijanje ostalih generala vojske Kartage. Nakon implementacije strategije rimska vojska ponovno je uspostavila kontrolu nad većim gradovima koji su se pridružili Kartagi, a vrlo važna strateška pobjeda Rima dogodila se 207. pr. Kr kada su Hanibalu presječena i onemogućena nova vojna pojačanja. Kartaga je svoju vladavinu u Iberiji završila doživjevši poraz u bitci kod Ilipa 206. pr. Kr. Invazijom na Afriku Rimljani su 204. pr. Kr. prisilili kartaški senat da povuče svu vojsku s poluotoka. Završni okršaj između rimskog vojskovođe Scipiona i Hanibala dogodio se 202. pr. Kr., a ta bitka poznata je pod imenom bitka kod Zame. Pobjedom Rimljana potpisan je sporazum o miru koji je Kartagu postavio u ekonomski i vojno subordinirani položaj. Kartaga je morala platiti veliku ratnu odštetu (10 000 talenata), predati Rimu cijelu flotu ratne mornarice, slonove i rimske zarobljenike. Potpisanim sporazumom Kartaga nije smjela ratovati bez direktnog odobrenja Rimskog senata. Drugi punski rat preokrenuo je odnos moći u antičkom svijetu te je Rim postao najjača vojna i ekonomska sila idućih 600 godina.